# Ghazi Saleh Marzouk
Ghazi Saleh Marzouk (arab. ‏غازي صالح مرزوق‎, ur. 5 marca 1951) – saudyjski sportowiec.
Brał udział w trójskoku na Letnich Igrzyskach Olimpijskich 1972 i skoku wzwyż w 1976 roku.